# Miriam Meyerhoff
Miriam Meyerhoff, (née en 1964) est une sociolinguiste et universitaire néo-zélandaise. En 2020, elle est nommée chercheuse principale au All Souls College d'Oxford. En 2024, elle est élue membre de la British Academy.

## Jeunesse et famille
Meyerhoff est née en 1964, fille de la poétesse Mary Cresswell et du philosophe Hans Meyerhoff. Son père est décédé dans un accident de voiture l'année suivante et sa mère épouse le logicien Max Cresswell en 1970. La famille s'installe ensuite en Nouvelle-Zélande.

## Carrière académique
Meyerhoff obtient une maîtrise ès arts à l'Université Victoria de Wellington et, en 1997, un doctorat à l'Université de Pennsylvanie sous la direction de Gillian Sankoff.
Meyerhoff occupe des postes de professeur à l'Université d'Hawaï à Mānoa, à l'Université d'Édimbourg, à l'Université d'Auckland et à l'Université Victoria de Wellington. En 2020, Meyerhoff est nommé chercheuse principale au All Souls College de l'Université d'Oxford,,.
Les recherches de Meyerhoff examinent les contraintes sociolinguistiques sur la variation, principalement dans les communautés caractérisées par un contact linguistique ou dialectal. Une grande partie de son travail depuis sa thèse a porté sur les créoles, car leur manque (typique) de standardisation conduit à des variations et des changements à tous les niveaux de la structure linguistique.
Elle est l’auteur d’un manuel d’introduction à la sociolinguistique (Meyerhoff 2018).
En 2017, Meyerhoff est élue membre honoraire de la Royal Society Te Apārangi,. En 2020, elle est intronisée membre de la Linguistic Society of America. En 2024, elle est élue membre de la British Academy (FBA), l'académie nationale des sciences humaines et sociales du Royaume-Uni.

## Publications
- Janet Holmes et Miriam Meyerhoff, The Handbook of Language and Gender, Malden, MA, Blackwell, 2003 According to WorldCat, the book is held in 811 libraries.
- Miriam Meyerhoff, Introducing Sociolinguistics, London, Routledge, 2006 According to WorldCat, the book is held in 511 libraries in 40 editions.
- Miriam Meyerhoff et Naomi Nagy, Social Lives in Language—Sociolinguistics and Multilingual Speech Communities Celebrating the Work of Gillian Sankoff, Amsterdam, John Benjamins, 2008
- Miriam Meyerhoff et Erik Schleef, The Routledge Sociolinguistics Reader, London, Routledge, 2010
- Susan Ehrlich, Miriam Meyerhoff et Janet Holmes, The Handbook of Language, Gender, and Sexuality, Wiley Blackwell, 2014
- Miriam Meyerhoff, Erik Schleef et Laurel Mackenzie, Doing Sociolinguistics: A practical guide, London, Routledge/Taylor & Francis, 2015
- Meyerhoff, Miriam. 2018. Introducing Sociolinguistics. Routledge.  (ISBN 9781138185593)
- Evan Hazenberg et Miriam Meyerhoff, Representing Trans: Linguistic, legal and everyday perspectives, Wellington, Victoria University Press, 2017
- Umberto Ansaldo et Miriam Meyerhoff, The Routledge Handbook of Pidgin and Creole Languages, London, Routledge, 2021